# ヒューストン郡 (ミネソタ州)
ヒューストン郡（英: Houston County）は、アメリカ合衆国ミネソタ州の南東隅に位置する郡である。2010年国勢調査での人口は19,027人であり、2000年の19,718人から3.5％減少した。郡庁所在地はカレドニア市（人口2,868人）であり、同郡で人口最大の都市はラクレセント市（人口4,833人）である。ヒューストン郡は、ミシシッピ川を挟んで東隣のウィスコンシン州ラクロス郡 (ウィスコンシン州)と共にラクロス大都市圏を構成している。

## 地理
アメリカ合衆国国勢調査局に拠れば、郡域全面積は568.91平方マイル (1,473.5 km2)であり、このうち陸地558.41平方マイル (1,446.3 km2)、水域は10.50平方マイル (27.2 km2)で水域率は1.85％である。

### 湖
ヒューストン郡内のミシシッピ川上流国立野生生物魚類保護区には、ブルー湖など湖が4個ある。

### 主要高規格道路
- ミネソタ州道16号線
- ミネソタ州道26号線
- ミネソタ州道44号線
- ミネソタ州道76号線

### 公共空港
- ヒューストン郡空港

### 隣接する郡
- ウィノナ郡 - 北
- ラクロス郡 (ウィスコンシン州) - 北東
- バーノン郡 (ウィスコンシン州) - 東
- アラマキー郡 (アイオワ州) - 南
- ウィネシーク郡 (アイオワ州) - 南西
- フィルモア郡 - 西

### 保護地域
- ミシシッピ川上流国立野生生物魚類保護区（部分）

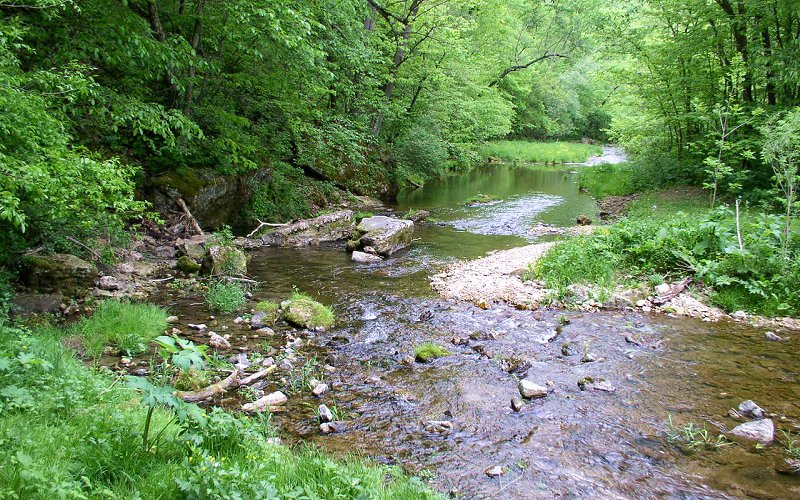
ビーバークリーク・バレー州立公園

## 人口動態

2000人口ピラミッド

以下は2000年国勢調査による人口統計データである。
| 基礎データ - 人口: 19,718人 - 世帯数: 7,633 世帯 - 家族数: 5,411 家族 - 人口密度: 14人/km2（35人/mi2） - 住居数: 8,168軒 - 住居密度: 6軒/km2（15軒/mi2） 人種別人口構成 - 白人: 98.47% - アフリカン・アメリカン: 0.31% - ネイティブ・アメリカン: 0.18% - アジア人: 0.37% - 太平洋諸島系: 0.02% - その他の人種: 0.14% - 混血: 0.51% - ヒスパニック・ラテン系: 0.61% 先祖による構成 - ドイツ系：43.1％ - ノルウェー系：29.6％ - アイルランド系：7.5％ 年齢別人口構成 - 18歳未満: 27.2% - 18-24歳: 6.8% - 25-44歳: 26.8% - 45-64歳: 23.1% - 65歳以上: 16.0% - 年齢の中央値: 39歳 - 性比（女性100人あたり男性の人口） - 総人口: 97.5 - 18歳以上: 95.1 | 世帯と家族（対世帯数） - 18歳未満の子供がいる: 34.4% - 結婚・同居している夫婦: 60.0% - 未婚・離婚・死別女性が世帯主: 7.4% - 非家族世帯: 29.1% - 単身世帯: 25.4% - 65歳以上の老人1人暮らし: 12.0% - 平均構成人数 - 世帯: 2.53人 - 家族: 3.05人 収入と家計 - 収入の中央値 - 世帯: 40,680米ドル - 家族: 49,196米ドル - 性別 - 男性: 32,557米ドル - 女性: 22,158米ドル - 人口1人あたり収入: 18,826米ドル - 貧困線以下 - 対人口: 6.5% - 対家族数: 4.2% - 18歳未満: 6.4% - 65歳以上: 11.2% |

## 都市と郡区
| 都市 | 郡区 | 郡区 | 未編入の町                                              |
| --- | --- | --- | ------------------------------------------------------- |
| - ラクレセント † - カレドニア - 郡庁所在地 - ブラウンズビル - アイツェン - ホーカー - ヒューストン - スプリンググローブ | - ブラックハマー - ブラウンズビル - カレドニア - クルックトクリーク - ホーカー - ヒューストン - ジェファーソン - ラクレセント | - メイビル - マニークリーク - マウンドプレーリー - シェルドン - スプリンググローブ - ユニオン - ウィルミントン - ウィネベーゴ - ユカタン | - ビー - ブラックハマー - パインクリーク（部分） - リノ |

† ラクレセント市は隣接するウィノナ郡に小部分が入っている。